# Olajkár Károly
Olajkár Károly (Kispest, 1917. augusztus 1. – Budapest, 1957. augusztus 11.) válogatott labdarúgó, hátvéd. Testvére Olajkár Sándor szintén válogatott labdarúgó volt. A sportsajtóban Olajkár I néven volt ismert. Motorkerékpár-balesetben hunyt  el.

## Pályafutása

### A válogatottban
1939-ben egy alkalommal szerepelt a válogatottban.

## Statisztika

### Mérkőzése a válogatottban
| Magyarország | Magyarország     | Magyarország             | Magyarország | Magyarország | Magyarország | Magyarország | Magyarország | Magyarország |
| #            | Dátum            | Helyszín                 | Hazai        | Eredmény     | Vendég       | Kiírás       | Gólok        | Esemény      |
| ------------ | ---------------- | ------------------------ | ------------ | ------------ | ------------ | ------------ | ------------ | ------------ |
| 1.           | 1939. április 2. | Zürich, Hardturm-stadion | Svájc        | 3 – 1        | Magyarország | barátságos   | -            |              |
|              | Összesen         |                          |              | 1            | mérkőzés     |              | 0            | gól          |